# Memnone di Rodi
Memnone di Rodi, in greco antico: Μέμνων ὁ Ῥόδιος, (380 a.C. – Mitilene, 333 a.C.) è stato un militare e mercenario greco antico.
Fu uno dei condottieri greci che, al soldo dei Persiani, combatté Alessandro Magno durante l'invasione dell'Asia.

## Biografia

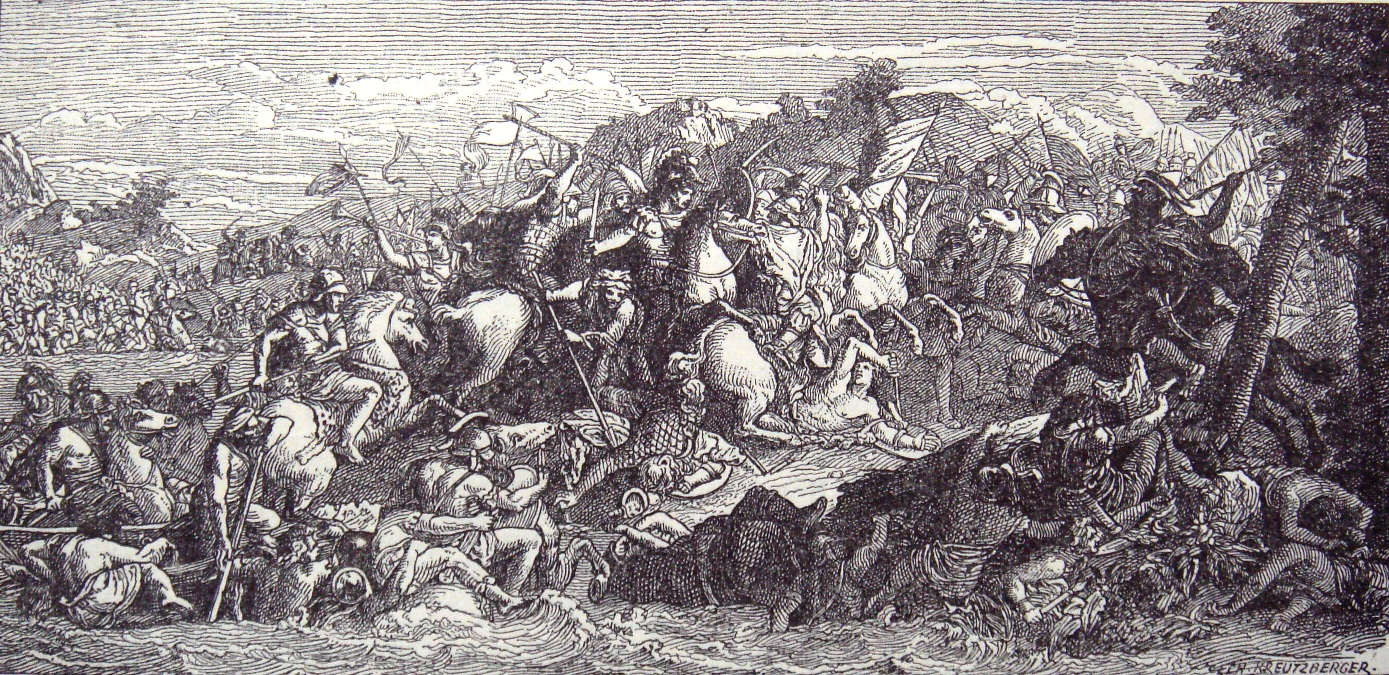
Battaglia del Granico

Memnone sposò Barsine, vedova del fratello Mentore, con la quale visse in Troade, nei domini che Memnone aveva ereditato dal fratello stesso.
Nel 334 a.C. le armate macedoni invasero la Persia, capeggiate da Alessandro.
Il Gran Re Dario non volle seguire la tattica della terra bruciata, propostagli da Memnone, che consisteva nell'evitare lo scontro diretto con il Macedone e distruggere al contempo i raccolti e altri possibili approvvigionamenti; la tattica della terra bruciata contravveniva, infatti, ai profili ideologici sottesi alla sovranità assoluta del Gran Re, che implicavano l'offerta e la garanzia della protezione del sovrano nei confronti di abitanti e contadini.
Si profilò dunque lo scontro campale, che si concretizzò nella battaglia del Granico (maggio 334 a.C.).
Dopo la battaglia del Granico, per assicurarsi la fedeltà di Memnone (nominato "comandante supremo dell'Ovest"), Dario III fece venire Barsine e i figli di Memnone alla sua corte.
Sia Memnone che Farnabazo ottennero grandi successi contro gli invasori macedoni, prendendo il controllo navale dell'Egeo e minacciando di tagliarne i rifornimenti, ma Memnone morì improvvisamente per una malattia dalle cause dubbie nell'agosto del 333 a.C., durante l'assedio di Mitilene.
Dopo la vittoria a Isso di Alessandro Magno e la presa di Damasco da parte di Parmenione (333 a.C.), Barsine entrò nel seguito del condottiero macedone. Il temperamento mite di Barsine, così come le grandi affinità culturali, conquistarono Alessandro - ci dice Plutarco - e ben presto ella ne diventò la concubina. La loro relazione durò anni e vide la nascita del primo figlio del re macedone, Eracle di Macedonia (327 a.C.). Poco dopo la nascita di Eracle, Alessandro si sposò con Rossane, una donna persiana. Di conseguenza Barsine si allontanò dalla corte di Alessandro e andò a vivere con suo figlio a Pergamo. Nel 324 a.C. fece sposare la figlia avuta da Mentore con un ammiraglio di Alessandro, Nearco.
Nel periodo confuso che seguì la morte di Alessandro (323 a.C.), Poliperconte, uno dei Diadochi, tentò di portare sul trono Eracle di Macedonia. Cassandro si oppose all'impresa e convinse Poliperconte a far uccidere Eracle e Barsine (309 a.C.).